# Melville Water Polo Club
El Melville Water Polo Club es un club de waterpolo australiano en la ciudad de Bicton.

## Historia
El club fue fundado en 1946. 
Es el club de waterpolo más grande de Australia con 600 miembros activos. Los colores del equipo son oro, verde y naranja.
El equipo masculino se llama Fremantle Mariners y el equipo femenino se llama Fremantle Marlins.

## Palmarés
- 4 veces campeón de la Liga de Australia de waterpolo femenino (2004, 2005, 2007, 2008)
- 7 veces campeón de la Liga de Australia de waterpolo masculino (1998, 2000, 2001, 2006, 2009, 2011-12)